# Christoph Ferdinand III. Friedrich von Degenfeld

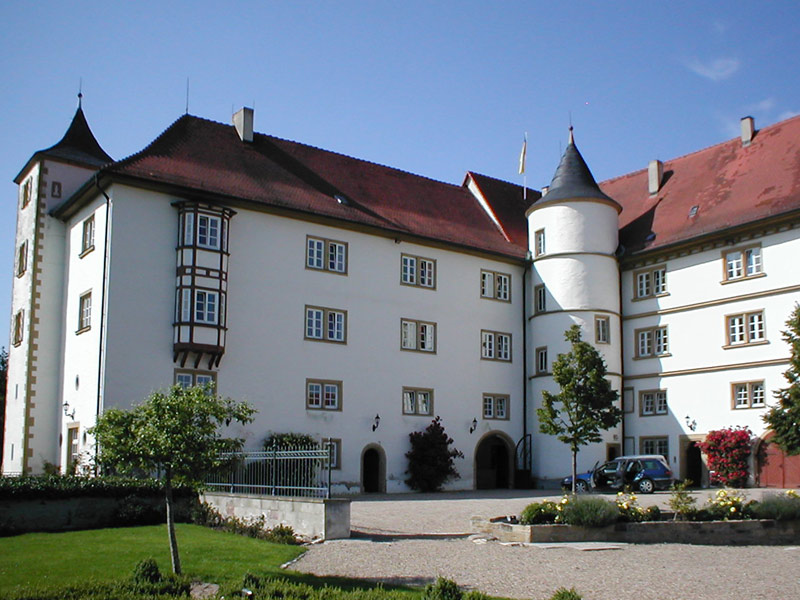
Schloss Neuhaus bei Sinsheim-Ehrstädt

Christoph Ferdinand III. Friedrich von Degenfeld (* 31. Mai 1739 in Ehrstädt; † 12. September 1812 ebenda) war Grundherr zu Ehrstädt, Waibstadt, Unterbiegelhof und (seit 1784) Wagenbach sowie Mitherr auf Schloss Neuhaus und dem Eulenhof. Er war ab 1792 Senior der Kondominatsherrschaft Degenfeld-Neuhaus.

## Leben
Er war der jüngste Sohn von Christoph Ferdinand I. von Degenfeld (1699–1766) und der Clara Juliana von Gemmingen-Widdern (1699/1700–1766). Der Vater hatte ab 1760 wieder den gesamten Besitz der Degenfeld-Neuhaus auf sich vereint, aber auch aufgrund seiner selbstherrlichen Herrschaft über die Untertanen einen langwierigen Streit mit der Gemeinde Ehrstädt, mit den Lehenshöfen und mit dem Ritterkanton Kraichgau begonnen, den Christoph Ferdinand III. und seine beiden älteren Brüder Reinhard Philipp Friedrich (1722–1784) und Christoph Eberhard Friedrich (1737–1792) mit dem Familienbesitz erbten. 
Bei der Erbteilung erhielt Reinhard Philipp Friedrich den Eulenhof sowie die Eigengüter der Familie in Waibstadt und Unterbiegelhof, Christoph Eberhard Friedrich II. erhielt Schloss Neuhaus und Christoph Ferdinand III. erhielt die württembergische und die wormsische Hälfte von Ehrstädt. Nachdem in den vorangegangenen Generationen vor allem Besitzstreitigkeiten das Bild der Familie geprägt hatten, sorgte nun neben dem für die Eigengüter geltenden Familienfideikommiss auch die Errichtung eines Kondominats für eine größere Einigkeit unter den Brüdern. 
Die Herrschaft der Brüder war zunächst von der Fortführung der Streitigkeiten ihres Vaters bestimmt, was vor allem zu Lasten der Ehrstädter Untertanen ging, weswegen es 1768 zu einem Aufstand in Ehrstädt kam. Die Aufständischen mussten später hohe Strafzahlungen leisten, die wohl 1769 in den Bau von Schloss Ehrstädt flossen, das Christoph Ferdinands Initialen über dem Portal trägt. Erst 1774 konnte ein Vergleich zwischen den Degenfeld-Brüdern und der Gemeinde Ehrstädt erzielt werden, der das Verhältnis zwischen Ortsherrschaft und Untertanen für längere Zeit regelte. 1784 erhielten die Brüder auch wieder das einst im Besitz der Familie befindliche, aber 1722 von der Kurpfalz eingezogene Lehen in Wagenbach. 
Nach dem Tod seines Bruders Christoph Eberhard Friedrich 1792 war Christoph Ferdinand III. Senior der Kondominatsherrschaft.

## Familie
Er heiratete am 19. August 1767 in Wimpfen am Berg Dorothea Regina Eleonore von Stain zum Rechtenstein (1744–1799), die Witwe von Johann Philipp von Gemmingen (1729–1766). Aus erster Ehe hatte seine Gattin den Sohn Ludwig Friedrich von Gemmingen. Der gemeinsamen Ehe mit Christoph Ferdinand III. entstammten drei Söhne und vier Töchter, von denen aber nur zwei Söhne und eine Tochter zu Jahren kamen.
- Elisabetha Henriette Eleonore (1770–1797)
- Johanna Sophia Benedicta (1771–1779)
- Leopoldine Charlotte Clara (1774–1775)
- Christoph Gottfried Eberhard Ferdinand (*/† 1774)
- Christoph Wilhelm Ferdinand (1776–1831) ⚭ Friederike Sebastiane Philippine von Gemmingen-Guttenberg (1785–1811), Theresa Wilhelmine Friederike Carolina von Closen († 1834)
- Wilhelm Friedrich Eberhard Bernhard (1778–1855) ⚭ Carolina Friderica von Maler (1783–1830)
- Sophie Juliana Johanna Charlotta (1783–1790)